# 茂名市第一中学
茂名市第一中学，简称茂名一中或茂一，茂名当地人常直称一中。与茂名市同时创办于1959年，1984年被广东省政府命名为省重点中学；1995年被评为省一级学校、全国文明单位；2007年3月成为第一批广东省国家级示范性普通高中学校。

## 学校历史

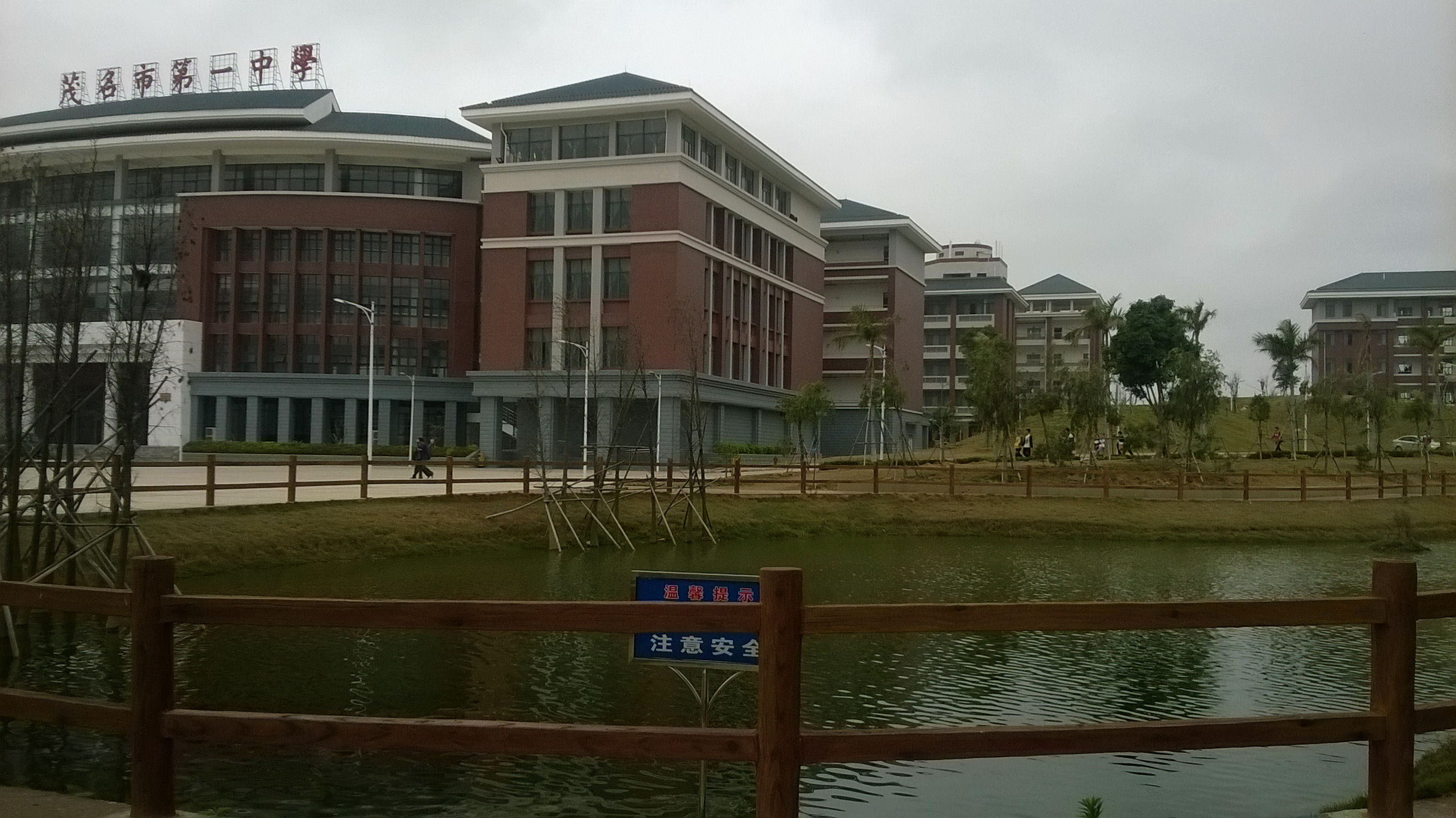
学海

茂名市第一中学创建于于1959年，校址位于河西幸福路6号（现茂名市田家炳中学西校区），建校初期曾设两届中师班和一期短期师资培训班。1968年改名为茂名市五七中学。1969年秋迁往河东双山。1973年迁回原址，复名茂名市第一中学。1998年校址从河西搬迁到河东高凉北路8号（现茂名市祥和中学）。2011年8月再次搬迁到电白区高地街道海心路8号。新校区用地面积536.5亩，建筑面积194294.5平方米，总投资约6.7亿元。

### 历任校长
- 廖文 1959.9 - ?
- 张少由
- 冯昭
- 龚衍超
- 李振寿
- 黄家祥 ? - 2007.8
- 曾天文 2007.8 - 2011.10
- 梁旭全 2011.10 - 2012.4
- 劳华坤 2012.4 - 2013.4
- 洪喜亮 2013.4 - 2023.4

## 校训
博文约礼 弘毅致远
博文约礼：出自《论语·雍也 （页面存档备份，存于）》：“君子博学于文，约之以礼，亦可以弗畔矣夫！”。“博”是指广泛的意思，“文”是指诗书礼乐，“约”是指躬行实践，自我约束，“礼”是指礼法，博文约礼即为“广求学问，恪守礼法”。 
弘毅致远：出自《论语·泰伯 （页面存档备份，存于）》：“士不可以不弘毅，任重而道远。仁以为己任，不亦重乎？死而后已，不亦远乎？”。“弘”意为广大，“毅”指刚毅、坚强，“致远”理解为致力于远大理想。弘毅致远即为“宽宏坚毅，志存高远”。

## 部分知名校友
- 柯云峰，大森林医药创始人，第十二届全国人大代表；
- 黎万强，小米公司联合创始人、副总裁；
- 李劲锋，剑桥大学工程系博士，钢琴家；
- 吕雷，知名作家；
- 许木咏，原茂名市副市长。

### 书目
- 茂名市地方志编纂委员会.  第一版. 郑州: 生活·读书·新知三联书店. 1997. ISBN 7-108-01088-7. OCLC 46859198.
- 茂名年鉴编纂委员会. . 天津古籍出版社. 2020. ISBN 978-7-5528-1050-9.